# HD 45450
HD 45450，又名CP-58 692，SAO 234482、HR 2336，是一颗恒星，视星等为6.48，位于銀經267.59，銀緯-26.42，其B1900.0坐标为赤經6h 22m 16.5s，赤緯-58° -26.42′ 19″。